# الانتخابات الرئاسية التركية 1935
جرت الانتخابات الرئاسية التركية لسنة 1935 على صعيد الجمعية الوطنية الكبرى لاختيار رئيس الجمهورية، ومن الأحداث التي تخللت الفترة الرئاسية الثالثة (1931) بتاريخ 12 يوليو 1932 إعلان بداية ثورة اللغة مع تنقية اللغة التركية وتغيير طريقة الكتابة من الأحرف العربية إلى الأحرف اللاتينية، كما تخللت الفترة السابقة إصلاح الجامعات وإنشاء المراكز الزراعية وتنظيم التعليم، وبتاريخ 21 يونيو 1934 ثم سن قانون الألقاب يلغي بموجبه الألقاب العثمانية والتي تعتبر تمييزا ضد الشعب وترسخ الطبقة. مع تنزيل قانون الألقاب يختار رب الأسرة اسما لها وفق إصلاحات أتاتورك. كما تخللت هذه الفترة تصويت البرلمان يمنح بموجبه مصطفى كمال باشا لقب أتاتورك (بمعنى أب الأتراك). انتخب كمال أتاتورك رئيسًا للجمهورية للمرة الرابعة على التوالي.

## التصويت
| انتخاب رئيس الجمهورية التركية 1 مارس 1935 | انتخاب رئيس الجمهورية التركية 1 مارس 1935 | انتخاب رئيس الجمهورية التركية 1 مارس 1935 | انتخاب رئيس الجمهورية التركية 1 مارس 1935 | انتخاب رئيس الجمهورية التركية 1 مارس 1935 |
| ----------------------------------------- | ----------------------------------------- | ----------------------------------------- | ----------------------------------------- | ----------------------------------------- |
| عدد أعضاء المجلس                          | عدد أعضاء المجلس                          | عدد أعضاء المجلس                          | عدد أعضاء المجلس                          | 399                                       |
| الحاضرون في التصويت                       | الحاضرون في التصويت                       | الحاضرون في التصويت                       | الحاضرون في التصويت                       | 386                                       |
| الغائبون عن التصويت                       | الغائبون عن التصويت                       | الغائبون عن التصويت                       | الغائبون عن التصويت                       | 13                                        |
| الأصوات الباطلة أو الامتناع               | الأصوات الباطلة أو الامتناع               | الأصوات الباطلة أو الامتناع               | الأصوات الباطلة أو الامتناع               | 0                                         |
| المترشح                                   | الانتماء الحزبي                           | النتيجة                                   | النسبة                                    | نسبة المشاركة                             |
| مصطفى كمال أتاتورك                        | حزب الشعب الجمهوري                        | 386                                       | 100%                                      | 96,7%                                     |